# Chuck (album)
Chuck je treći studijski album kanadskog punk rock sastava Sum 41. Objavljen je 12. listopada 2004. godine.

## Popis pjesama
1. "Intro" - 0:46
2. "No Reason" – 3:04
3. "We're All to Blame" – 3:38
4. "Angels With Dirty Faces" – 2:23
5. "Some Say" – 3:26
6. "The Bitter End" – 2:51
7. "Open Your Eyes" – 2:45
8. "Slipping Away" – 2:29
9. "I'm Not The One" – 3:34
10. "Welcome To Hell" – 1:56
11. "Pieces" – 3:02
12. "There's No Solution" – 3:18
13. "88" – 4:40
14. "Noots" (bonus pjesma za Europu i Australiju) – 3:51
15. "Moron" (bonus pjesma) – 2:00
16. "Subject to Change" - 3:17